# Malaika Mihambo
Malaika Mihambo (Heidelberg, 3 februari 1994) is een Duitse atlete, die zich heeft toegelegd op het verspringen en sprinten. Op eerstgenoemd onderdeel is zij regerend Europees kampioene en werd zij in 2019 en 2022 wereld- en in 2021 olympisch kampioene. Zij nam driemaal deel aan de Olympische Spelen waar zij, naast het goud in 2021, ook nog een zilveren medaille aan overhield. Met haar in 2019 geleverde beste prestatie van 7,30 m staat zij twaalfde op de wereldranglijst aller tijden (peildatum 22 juni 2025). 

## Loopbaan

### Opleiding
Malaika Mihambo is de dochter van een Tanzaniaanse vader en een Duitse moeder. Nadat zij in 2012 haar middelbareschoolopleiding had afgemaakt, begon zij in het studiejaar 2012/2013 via een sportbeurzenprogramma met de studie politicologie aan de Universiteit van Mannheim. In 2016 studeerde zij hierin af. In 2019 begon ze aan de postdoctorale studie milieuwetenschappen aan de Fernuniversität in Hagen en werkte ze aan een sociaal project voor kinderen.

### Begin atletiekloopbaan
Na eerst aan ballet, gymnastiek en judo te hebben gedaan, startte Mihambo op achtjarige leeftijd met atletiek. Vanaf haar veertiende begon zij successen te behalen op de Duitse allround- en sprint/spring-blokkampioenschappen voor studenten. In 2009 maakte zij deel uit van een team dat op de 4 × 100 m estafette in 47,52 s de beste prestatie voor scholieren leverde.
Bij het verspringen overschreed zij voor het eerst in 2010 bij de Duitse indoorkampioenschappen voor B-junioren de zes meter met een sprong van 6,17 m. Op de vijfkamp werd zij daar tweede met 3891 punten. Een jaar later veroverde zij al haar eerste nationale titel bij de B-junioren met een vertesprong van 6,40.

### Eerste internationale toernooien
In 2012 werd Mihambo voor het eerst kampioene bij de oudste junioren door bij de Duitse indoorkampioenschappen voor junioren het verspringen te winnen met een sprong van 6,45. Dat jaar nam zij voor het eerst deel aan een internationaal kampioenschapstoernooi: de wereldkampioenschappen voor U20-junioren in Barcelona, waar zij zich met 6,15 niet wist te kwalificeren voor de finale.
Een jaar later was Mihambo op de Europese jeugdkampioenschappen in Rieti succesvoller, want daar veroverde zij met een verste sprong van 6,70 haar eerst internationale medaille en dat was direct een gouden. Een week later won zij bij de Duitse A-juniorenkampioenschappen de verspringtitel met 6,60. Waarna zij als jongste lid van de Duitse ploeg werd geselecteerd voor de wereldkampioenschappen in Moskou. Hier eindigde zij met 6,49 als achtste in haar kwalificatiegroep en als achttiende in totaal.

### EK 2014: bijna brons
In 2014, haar eerste jaar bij de senioren, verbeterde Mihambo zich, voorafgaand aan de Europese kampioenschappen in Zürich in augustus, diverse malen. Reeds in mei sprong zij met 6,81 verder dan ooit, om dit PR een week later alweer aan te scherpen tot 6,88. Bij de Europese kampioenschappen voor landenteams in juli won zij het verspringen met een sprong van 6,90, alweer een PR-verbetering. Zo’n verre sprong zat er bij de EK in Zürich weliswaar niet in, maar met haar 6,65 en een vierde plaats toonde de Duitse verspringster aan, dat zij de top inmiddels dicht was genaderd. Bronzen medaillewinnares Darja Klisjina sprong namelijk eveneens 6,65, maar eindigde voor Mihambo vanwege een iets betere tweede sprong dan de Duitse.

### EK U23-kampioene
In 2015 wist Mihambo zich al gauw te kwalificeren voor de WK in Peking door in juni tijdens het Golden Gala in Rome vierde te worden met een sprong van 6,79. Vervolgens werd zij in eigen land eerst nationaal kampioene bij de neo-senioren (U23), om vervolgens in Tallinn, Estland, ook Europees kampioene te worden in deze categorie. Daarna maakte Mihambo deel uit van de 66-koppige Duitse delegatie naar de WK in Peking. Hier sprong zij in de kwalificatie eerst 6,84, haar beste jaarprestatie, waarna zij in de finale met 6,79 op de zesde plaats eindigde.

### Olympisch debuut in 2016
Door een knieblessure, waar Mihambo sinds december 2015 last van had, kon zij pas in mei 2016 aan het seizoen beginnen door middel van een trainingskamp in Turkije. Half juni nam zij daarna deel aan de Duitse kampioenschappen, waar zij met een sprong van 6,72 haar eerste nationale titel bij de senioren veroverde. Hoewel zij daarmee voorbij de Duitse kwalificatie-eis van 6,70 voor de Olympische Spelen van Rio de Janeiro, later dat seizoen, had gesprongen, werd deze sprong vanwege de onregelmatige wind tijdens die kampioenschappen niet als legitiem erkend. Op de hieropvolgende EK in Amsterdam kwam zij echter al in de kwalificatieronde tot een sprong van 6,76 en ditmaal viel er niets op af te dingen. Vervolgens veroverde zij in de finale met 6,65 het brons achter de Servische Ivana Španović (goud met 6,94) en de Britse Jazmin Sawyers (zilver met 6,86). Op de Spelen van Rio de Janeiro maakte Mihambo daarna een veelbelovend olympisch debuut door de finale te bereiken en daarin haar PR te verbeteren tot 6,95, waarmee ze net buiten het podium als vierde eindigde.

### EK-goud in 2018
In 2017 kwam Mihambo nauwelijks in actie. Slechts een derde plaats tijdens de nationale kampioenschappen kon dat jaar van haar worden opgetekend. In 2018 deed ze echter weer volop mee. Op basis van het rankingsysteem van World Athletics kon ze deelnemen aan de wereldindoorkampioenschappen in Birmingham, ook al had ze met een beste seizoensprong van 6,72 de toelatingsnorm met 4 cm gemist. Ze werd er met een sprong van 6,64 vijfde. Tijdens het baanseizoen veroverde zij eerst haar tweede nationale titel, alvorens op de EK in Berlijn met een beste sprong van 6,75 haar eerste Europese titel te veroveren. 

### 2019: goud op WK en Duits sportvrouw van het jaar
In 2019 kwalificeerde Mihambo zich eind januari al, tijdens haar allereerste wedstrijd van het jaar in Sindelfingen, met een sprong van 6,70 voor de EK indoor in Glasgow. Nauwelijks een week later kwam zij tijdens de ISTAF indoor in Berlijn zelfs tot 6,99, 27 cm verder dan ze indoor tot dan toe ooit had gesprongen. Half februari prolongeerde zij vervolgens met een sprong van 6,72 haar Duitse indoortitel. Begin maart viel zij tijdens de EK indoor in Glasgow met een overigens goede sprong van 6,83 net buiten de prijzen. De Servische Ivana Španović veroverde daar het goud met een beste sprong van… 6,99!
Dat er onmiskenbaar progressie zat in haar verspringprestaties bewees Mihambo aan het begin van het baanseizoen door in Rome tijdens het Golden Gala het verspringen te winnen met 7,07. Het was voor het eerst in haar carrière dat zij de zeven metergrens overschreed. Dat dit geen uitschieter was bewees ze een week later door bij een wedstrijd in Dessau het verspringen te winnen met 7,05, ruim een maand later gevolgd door een tweede Diamond League-overwinning: tijdens de Müller Anniversary Games in Londen sprong zij het verst van iedereen met 7,02. Mihambo begon een serieuze kandidate voor de titel te worden bij de in oktober te houden WK in Doha. Die verwachting werd nog versterkt op de Duitse kampioenschappen, waar zij haar nationale verspringtitel prolongeerde met een beste sprong van 7,16, een nieuw persoonlijk record en de beste wereldjaarprestatie. Hoe goed zij in vorm was bewees zij door op deze kampioenschappen naast het verspringen deel te nemen aan de 100 m, waarop zij prompt het brons veroverde in 11,21 s, een tijd waarmee zij zich ook op dit onderdeel voor de WK in Doha kwalificeerde.
In Doha maakte de Duitse verspringster haar favorietenrol volledig waar. Ze was er een klasse apart door als enige deelneemster de zeven metergrens te passeren en hoe! Met drie zeven metersprongen, waarvan de verste 7,30 was, bleef zij haar naaste concurrente, de Oekraïense Maryna Bech-Romantsjoek, liefst 38 cm voor. Volgens de puntentelling van World Athletics was het de beste vrouwelijke prestatie van alle disciplines van deze wereldkampioenschappen. Terug in eigen land werd Mihambo aan het eind van dat jaar uitgeroepen tot sportvrouw van 2019 van Duitsland.

### 2020: beperkt wedstrijdseizoen vanwege corona
Op 14 februari 2020 won Mihambo het verspringen tijdens de ISTAF indoor in Berlijn met een sprong van 7,07. Het was voor het eerst dat zij nu ook indoor de grens van zeven meter overschreed. Kort daarna kwam het wedstrijdprogramma volledig stil te liggen vanwege de wereldwijde coronapandemie. Pas aan het eind van de zomer kwamen er weer wat wedstrijden zonder publiek op gang. Dat haar conditie er niet al te zeer onder had geleden bewees zij in september door bij een wedstrijd in Dessau tot een sprong van 7,03 te komen. Een week later sloot zij haar beperkte wedstrijdseizoen af met een tweede plaats tijdens het ISTAF in Berlijn. Ze werd er verslagen door... Maryna Bech-Romantsjoek, die haar met haar winnende sprong van 6,87 10 cm voor bleef.

### Olympisch kampioene in Tokio
In 2021 nam Mihambo een lange aanloop naar de Olympische Spelen van Tokio, die met een jaar vertraging in 2021 werden gehouden. Ze begon in januari met een indoorsprong van 6,52, kwam enkele weken later alweer tot 6,77, om vervolgens begin maart op de  EK indoor in Toruń met 6,88 tweede te worden achter alweer Maryna Bech-Romantsjoek, die met 6,92 kampioene werd. Die afstand sprong zij eind juni bij een wedstrijd in Leverkusen ook, waarna de Duitse een week later voor het eerst dit jaar de zeven metergrens weer passeerde. Dat gebeurde tijdens de Stockholm Bauhaus Athletics, een wedstrijd in de Diamond League-reeks, waar zij tot een afstand van 7,02 kwam, al werd ze bij die gelegenheid wel gesteund door 2,6 m/s rugwind. Een maand later bij de Spelen in Tokio ging het echter louter om de vraag wie het verste sprong en dat was Mihambo, die in de finale als enige precies de 7 meter overbrugde. Zij veroverde dus het olympische goud, gevolgd door de Amerikaanse Brittney Reese (zilver) en de Nigeriaanse Ese Brume (brons), die beiden tot 6,97 kwamen. Mihambo had nu alle titels die je outdoor kon veroveren, in handen.
Op de world ranking van de Diamond League stond Mihambo in 2021 bij het verspringen op de eerste plaats.

### WK-titel geprolongeerd
In 2022 sprong Mihambo, na eerst aan enkele sprint-indoorwedstrijden te hebben deelgenomen, begin februari voor het eerst ver in Berlijn, waar zij tot een afstand kwam van 6,66. Enkele weken later werd dat in Düsseldorf alweer 6,96, om vervolgens eind februari in Leipzig met 6,81 haar vijfde achtereenvolgende nationale indoortitel te veroveren. De eerstvolgende belangrijke wedstrijd van het outdoorseizoen was in mei de Diamond League wedstrijd in Birmingham, die zij won met een verste sprong van 7,09. Met haar vorm zat het dus wel goed. Bij de Duitse kampioenschappen veroverde zij daarna eind juni met 6,85 haar zesde Duitse outdoortitel. Een maand later liet zij er op de WK in Eugene geen misverstand over bestaan voor wie de gouden medaille bestemd was, want met een verste sprong van 7,12 prolongeerde zij overtuigend haar wereldtitel. Slechts Ese Brume was de enige andere verspringster die met 7,02 de grens van zeven meter overschreed.

### EK-zilver ondanks COVID-besmetting

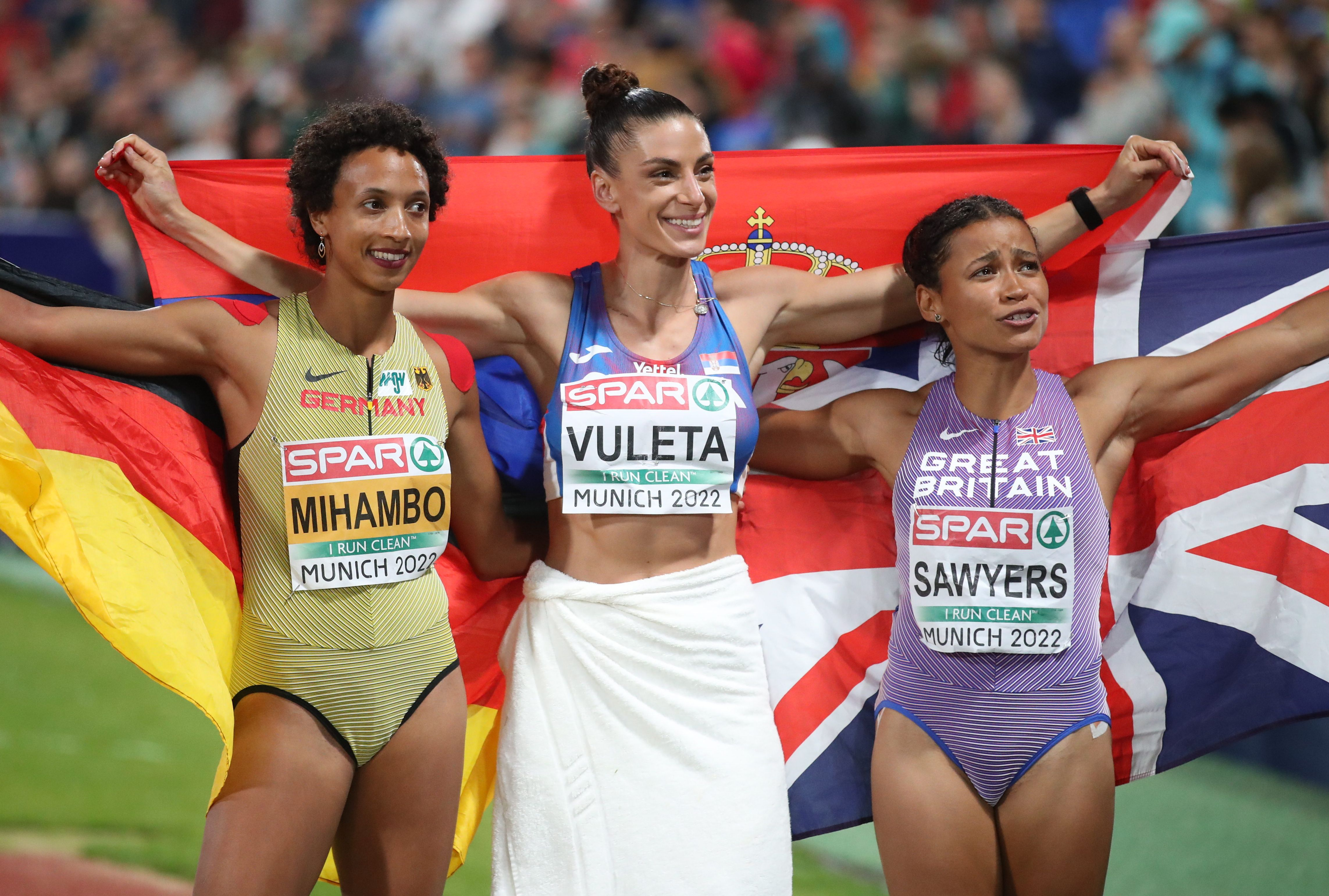
Na afloop van de verspringfinale op de EK in München 2022: vlnr. Malaika Mihambo, Ivana Vuleta en Jazmin Sawyers. Hetzelfde drietal als zes jaar eerder in Amsterdam, maar in een andere volgorde.

Drie weken na de WK in Eugene stonden in eigen land de EK atletiek in München op het programma. Voor Mihambo was het enorm belangrijk dat zij, na al het goud dat zij vanaf 2018 in alle grote outdoortoernooien had gewonnen, dat ook in München voor elkaar zou kunnen krijgen. Vóór de EK had zij zelfs gezegd: "Het belangrijkste is niet dat ik per se de zeven meter spring, maar dat ik win." Haar voorbereiding voor dit toernooi was echter gedurende enige tijd onderbroken door een COVID-19-infectie die zij had opgelopen. Waarschijnlijk was dat er de oorzaak van, dat ze in München niet won, maar tweede werd achter Ivana Vuleta. Van haar had ze trouwens al eens eerder verloren, op de EK van 2016 namelijk; alleen heette de Servische toen nog Ivana Španović. Mihambo legde zich direct na de finale in elk geval neer bij haar nederlaag. Tegen de stadioninterviewer zei ze, dat ze "zeker zilver had gewonnen en geen goud had verloren." Ze hoefde zich ook beslist niet te schamen voor de door haar geproduceerde 7,03. Vuleta was haar eenvoudigweg de baas met haar reeds bij haar eerste poging gesprongen 7,06. Kort na het interview kreeg ze echter last van kortademigheid en stortte zij in. Artsen van de Duitse Atletiekbond ontfermden zich over haar, maar het duurde geruime tijd, voordat Mihambo zich leek te herstellen en het stadion kon verlaten. Als verklaring werd later afgegeven, dat de Duitse atlete last had gekregen van een dramatische afname van de bloedsomloop, een zogenaamde "circulatoire collaps". Na haar ineenstorting bleef de longfunctie van Mihambo nog geruime tijd beperkt. Om geen enkel risico te lopen liet ze zich in elk geval grondig medisch onderzoeken. Begin september sloot zij haar wedstrijdseizoen af met winst bij de ISTAF in Berlijn met een verste sprong van 6,92 en enkele dagen later met 6,52 als vierde bij de Weltklasse Zürich.

## Titels
- Olympisch kampioene verspringen - 2020
- Wereldkampioene verspringen - 2019, 2022
- Europees kampioene verspringen - 2018, 2024
- Duits kampioene verspringen - 2016, 2018, 2019, 2020, 2021, 2022, 2023
- Duits indoorkampioene verspringen - 2018, 2019, 2020, 2021, 2022, 2023, 2024, 2025
- Europees U23 kampioene verspringen - 2015
- Europees U20 kampioene verspringen - 2013

## Persoonlijke records
Outdoor
| Onderdeel   | Prestatie | Wind (m/s) | Datum          | Plaats      |
| ----------- | --------- | ---------- | -------------- | ----------- |
| 100 m       | 11,21 s   | +0,6       | 30 juni 2019   | Mannheim    |
| 200 m       | 23,96 s   | -0,4       | 13 juni 2015   | Wetzlar     |
| 300 m       | 37,47 s   |            | 8 mei 2021     | Pliezhausen |
| verspringen | 7,30 m    | -0,8       | 6 oktober 2019 | Doha        |

Indoor
| Onderdeel    | Prestatie | Datum            | Plaats    |
| ------------ | --------- | ---------------- | --------- |
| 60 m         | 7,22 s    | 22 februari 2020 | Leipzig   |
| 200 m        | 24,50 s   | 14 januari 2012  | Karlsruhe |
| 60 m horden  | 8,65 s    | 21 januari 2012  | Karlsruhe |
| hoogspringen | 1,78 m    | 20 februari 2010 | Halle     |
| verspringen  | 7,07 m    | 14 februari 2020 | Berlijn   |

## Palmares

### 60 m
- 2020:  Duitse indoorkamp. - 7,22 s

### 100 m
- 2019:  Duitse kamp. - 11,21 s

### verspringen
- 2012: 7e in kwal. WK U20 - 6,15 m
- 2013:  EK U20 te Rieti - 6,70 m
- 2014:  Duitse kamp. - 6,60 m
- 2014: 4e EK - 6,65 m (in kwal. 7,70 m)
- 2015:  EK U23 te Tallinn - 6,73 m
- 2015: 6e WK - 6,79 m
- 2016:  Duitse kamp. - 6,72 m
- 2016:  EK - 6,65 m
- 2016: 4e OS - 6,95 m
- 2017:  Duitse kamp. - 6,62 m
- 2018:  Duitse indoorkamp. - 6,68 m
- 2018: 5e WK indoor - 6,64 m
- 2018:  Duitse kamp. - 6,72 m
- 2018:  EK - 6,75 m
- 2018:  Wereldbeker te Ostrava - 6,86 m
- 2019:  Duitse indoorkamp. - 6,72 m
- 2019: 4e EK indoor - 6,83 m
- 2019:  Duitse kamp. - 7,16 m
- 2019:  WK - 7,30 m
- 2020:  Duitse indoorkamp. - 6,77 m
- 2020:  Duitse kamp. - 6,71 m
- 2020:  ISTAF - 6,77 m
- 2021:  Duitse indoorkamp. - 6,70 m
- 2021:  EK indoor - 6,88 m
- 2021:  Duitse kamp. - 6,62 m
- 2021:  OS - 7,00 m
- 2022:  Duitse indoorkamp. - 6,81 m
- 2022:  FBK Games - 6,65 m
- 2022:  Duitse kamp. - 6,85 m
- 2022:  WK - 7,12 m
- 2022:  EK - 7,03 m
- 2023:  Duitse indoorkamp. - 6,66 m
- 2023: 4e EK indoor - 6,83 m (in kwal. 6,87 m)
- 2023:  Duitse kamp. - 6,93 m
- 2024:  Duitse indoorkamp. - 6,93 m
- 2024:  EK - 7,22 m
- 2024:  OS - 6,98 m
- 2025:  Duitse indoorkamp. - 6,79 m
- 2025:  EK indoor - 6,88 m
- 2025:  EK landenteams First League in Madrid - 6,84 m (+0,5 m/s)

Diamond League-overwinningen
- 2018: Athletissima – 6,90 m
- 2018: Müller Grand Prix Birmingham – 6,96 m
- 2019: Golden Gala – 7,07 m
- 2019: Müller Anniversary Games – 7,02 m
- 2021: Bislett Games – 6,86 m
- 2021: Memorial Van Damme – 7,03 m
- 2022: Birmingham Diamond League - 7,09 m
- 2024: London Athletics Meet - 6,87 m
- 2025: London Athletics Meet - 6,93 m (-0,6 m/s)

## Onderscheidingen
- Duits sportvrouw van het jaar - 2019, 2020, 2021
- Duits atlete van het jaar - 2019, 2021, 2022
- Duits jeugdatlete van het jaar - 2013

- Gemeinsame Normdatei: 1196555052
- World Athletics: 14377384
- Virtual International Authority File: 5690157100628172740006

1948: Olga Gyarmati ·
1952: Yvette Williams ·
1956: Elżbieta Krzesińska ·
1960: Vera Krepkina ·
1964: Mary Rand ·
1968: Viorica Viscopoleanu ·
1972: Heide Rosendahl ·
1976: Angela Voigt ·
1980: Tatjana Kolpakova ·
1984: Anișoara Cușmir-Stanciu ·
1988: Jackie Joyner-Kersee ·
1992: Heike Drechsler ·
1996: Chioma Ajunwa ·
2000: Heike Drechsler ·
2004: Tatjana Lebedeva ·
2008: Maurren Maggi ·
2012: Brittney Reese ·
2016: Tianna Bartoletta ·
2020: Malaika Mihambo ·
2024: Tara Davis-Woodhall
1983 Heike Drechsler ·
1987 Jackie Joyner-Kersee ·
1991 Jackie Joyner-Kersee ·
1993 Heike Drechsler ·
1995 Fiona May ·
1997 Ljudmila Galkina ·
1999 Niurka Montalvo ·
2001 Fiona May ·
2003 Eunice Barber ·
2005 Tianna Madison ·
2007 Tatjana Lebedeva ·
2009 Brittney Reese ·
2011 Brittney Reese ·
2013 Brittney Reese ·
2015 Tianna Bartoletta ·
2017 Brittney Reese ·
2019 Malaika Mihambo ·
2022 Malaika Mihambo ·
2023 Ivana Španović